# Classique des vers
Cette page contient des caractères spéciaux ou non latins. S’ils s’affichent mal (▯, ?, etc.), consultez la page d’aide Unicode.
Le Classique des vers (chinois simplifié : 诗经 ; chinois traditionnel : 詩經 ; pinyin : Shījīng ; Wade : Shih¹-ching¹ ; EFEO : Che king) s'est d'abord appelé les Poèmes, ou les Trois Cents Poèmes (chinois : 詩三百) puisqu'il compte trois cent cinq poèmes. Ce recueil est une anthologie rassemblant des textes qui vont du xie au ve siècle av. J.-C., provenant de la Plaine centrale (les royaumes occupant le nord et le sud de la vallée du fleuve Jaune), et est l'un des rares textes de l'Antiquité chinoise à avoir survécu à la destruction des livres opérée par l'empereur Qin Shi Huangdi après son accession au pouvoir en 221 av. J.-C. On y trouve les plus anciens exemples de la poésie chinoise.

## Composition
Le Classique des vers contient 305 poèmes répartis en quatre catégories (Sishi 四始) :
- Les chansons populaires (guofeng 國風, poèmes 1 à 160), classées en fonction de leur origine, et provenant de quinze royaumes différents.
- Les odes mineures (xiaoya 小雅, poèmes 161 à 234).
- Les odes majeures (daya 大雅, poèmes 235 à 265).
- Les odes religieuses (song 頌, poèmes 266 à 305). Quatre sont du royaume Lu, État d'où provient l'anthologie. Cinq viennent du royaume de Song.

Plusieurs propositions ont été faites pour expliquer la répartition des poèmes en quatre parties. Le classement peut être thématique : c'est bien le cas pour les première et quatrième parties. Il a pu aussi être fait en fonction des occasions où les poèmes étaient chantés : chansons populaires chantées par le peuple lors de fêtes, odes majeures lors de cérémonies de cour, odes religieuses dans les temples. Une autre hypothèse est que le classement est fonction des différents styles de musique sur lesquels les poèmes étaient chantés.

Odes mineures du Classique des vers. Peinture attribuée à Ma Hezhi (vers 1130-vers 1170), calligraphie attribuée à l'empereur Gaozong des Song. Rouleau de 27 x 383.8 cm. Musée du Palais, Pékin.

## Origine
Confucius serait l'auteur de cette anthologie, et aurait lui-même choisi plus de trois cents poèmes sur trois mille d’origine. C'est pour cette raison que le recueil a été élevé au rang de classique. De fait, Confucius a connu le Classique des vers, puisqu'il le cite. Mais d'autres auteurs l'ont cité avant lui, aussi Confucius ne peut en être l'auteur. L'attribution à Confucius remonte à Sima Qian, l'auteur des Mémoires historiques, tout comme l'opinion selon laquelle les chansons populaires auraient été consignées par des fonctionnaires parcourant les provinces. Même si ce n'est pas impossible, il y a peut-être une extrapolation à partir du rôle qui était celui du Bureau de la musique (yuefu) des Han. Il est toutefois certain que la circulation des musiciens d'une cour à l'autre devait favoriser la propagation des chansons populaires.

## Prosodie
En général les vers sont de quatre caractères (et donc de quatre mots) et les poèmes sont divisés en trois strophes. Il existe cependant des variations, avec des vers de deux à huit caractères, et des poèmes comptant jusqu'à seize strophes. Les rimes initiales ne correspondent plus à la prononciation du chinois moderne.
Le Classique des vers est à l'origine de procédés poétiques souvent repris dans la poésie chinoise ultérieure : répétitions de couplets ou de mots dans les chansons ; allitérations dans deux mots se faisant suite, soit en répétant la voyelle finale, soit en répétant la consonne initiale.
D'après le Rites des Zhou on trouve six procédés poétiques, appelés dans la Grande Préface de Wei Hong six principes poétiques, dans le Classique des vers : les trois premiers, désignant vraisemblablement les musiques accompagnant les poèmes, et qui donnent leur titre aux parties du recueil, sont appelés feng (chansons populaires), ya (musique officielle) et song (musique religieuse) ; les trois suivants sont appelés fu (description), bi (comparaison) et xing (allégorie). Xing, qui a pris le sens d'allégorie, désigne dans le Classique des vers des vers qui donnent le rythme au poème, sans être directement reliés au sens du poème. Ces xing, qui évoquent la nature, les activités paysannes, donnent une plus grande place à la femme et se trouvent surtout dans les chansons populaires, pourraient être les vestiges de chants primitifs antérieurs à la dynastie Zhou. Leur absence de lien direct avec le sens du reste du poème les aurait fait interpréter dans un sens allégorique par la suite.

## Commentaires et interprétations
Après l'autodafé de Qin Shi Huangdi, quatre reconstitutions du Classique des vers ont été réalisées sous la dynastie Han, dont il ne reste qu'une seule. Cette version comporte des commentaires de Mao Heng et Mao Chang, des Han antérieurs, précédée d'une préface appelée la Grande Préface, attribuée à Wei Hong des Han postérieurs. D'autres éditions avec commentaires ont suivi au cours des siècles : notamment ceux de Zheng Xuan (en), de Kong Yingda (574-648), de Zhu Xi, de Ma Ruichen (dynastie Qing).
Confucius est le premier à avoir interprété le Classique des vers dans ses Entretiens. Les Mao interprètent les chansons populaires dans un sens moral, comme étant l'expression du désir par le peuple d'avoir un bon souverain. Zhu Xi est le premier au xiie siècle à avoir rendu aux chansons populaires le sens qu'elles avaient à l'origine, suivi au xxe siècle par Wen Yiduo, Zhu Ziqing, ou Marcel Granet.

## Thèmes
Des éditions modernes classent les poèmes par thèmes. Arthur Waley a ainsi donné une édition du Classique des vers dans laquelle les poèmes sont classés en dix-sept thèmes, comme les chansons d'amour, la vie paysanne, les poèmes sur les guerriers, la vie des nobles, les épopées célébrant des personnages mythiques…

### Texte et traductions
- (zh + en) Shi Jing, University of Virginia Chinese Text Initiative. Texte chinois d'après la version du Shi ji zhuan de Zhu Xi et traduction anglaise de James Legge (1879).
- Cheu King, traduction de Séraphin Couvreur, 1896. [lire en ligne]
- Chansons des Royaumes, trad. Louis Laloy, 1909, dans La Nouvelle Revue française, nos  7, 8 et 9 [lire en ligne]
- Le Livre des poèmes, édition bilingue, traduction de Dominique Hoizey, La Différence, collection « Orphée », 1994.
- Shijing. Le Grand recueil, traduction intégrale par Pierre Vinclair, introduction d'Ivan Ruviditch, Le Corridor bleu, 2019.